# What the Bleep Do We Know!?
What the Bleep Do We Know!? (stilizat ca What tнē #$*! D̄ө ωΣ (k)πow!? (Ce naiba știm?) sau ca What the #$*! Do We Know!?) este un film din 2004 care combină stilurile documentar, animație pe calculator și narativ care  postulează o conexiune spirituală între fizica cuantică și conștiință. Scenariul prezintă povestea Amandei, o femeie fotograf și mută care se lovește de obstacole emoționale și existențiale în viața sa și începe să ia în considerare ideea ca conștiința individuală și cea  de grup pot influența lumea materială. Experiențele sale de viață sunt folosite de către realizatorii filmului pentru a ilustra teza filmului despre fizica cuantică și conștiință. Premiera cinematografică din 2004 a filmului a fost urmată de o versiune extinsă pe DVD în 2006, versiune schimbată substanțial.
Printre subiectele discutate în acest film se numără neurologia, mecanica cuantică, psihologia, epistemologia, ontologia, metafizica, gândirea magică și spiritualitatea. Filmul include interviuri cu experți în știință și spiritualitate, intercalate cu povestea Amandei. Animația digitală este o caracteristică puternică a filmului. Filmul a fost criticat de întreaga comunitate științifică. Fizicienii, în special, se plâng că filmul denaturează sensul unor principii ale mecanicii cuantice, fiind considerat pseudoștiință și descris ca misticism cuantic.
Filmul din 2004  a tratat o serie de idei New Age în legătură cu fizica. A fost produs de Școala de Iluminare Ramtha care a fost fondată de J.Z. Knight, un medium care a spus că învățăturile ei s-au bazat pe un discurs cu o entitate fără corp în vârstă de 35.000 de ani numită Ramtha. Prezentând pe membrul Grupului Fysiks fundamental Fred Alan Wolf, filmul a folosit în mod greșit unele aspecte ale mecanicii cuantice - inclusiv principiul incertitudinii al lui Heisenberg și efectul de observator - precum și biologie și medicină. Numeroși critici au respins filmul pentru utilizarea pseudoștiinței.

## Prezentare
Filmat în Portland, Oregon, What the Bleep Do We Know prezintă un punct de vedere al universului fizic și al vieții umane în cadrul acestuia, cu conexiuni către neuroștiință și fizica cuantică. Unele idei discutate în film sunt:
- Universul este văzut cel mai bine ca fiind construit din gândire (sau idei ), mai degrabă decât din substanță.
- "Spațiu gol" nu este gol.
- Materia nu este solidă. Electronii sar în și în afara existenței și nu se cunoaște unde dispar.
- Convingerile cuiva despre sine și despre ceea ce este real sunt o cauză directa a sinelui și a propriei sale realități.
- Peptidele fabricate în creier pot provoca o reacție corporală la emoție.

În segmentele narative ale filmului, Marlee Matlin o portretizează pe Amanda, o femeie fotograf care joacă rolul unei femei obișnuite cu care publicul ar trebui să fie capabil să se identifice cu ușurință și care este adesea plasată în circumstanțe extraordinare.
În segmentele documentare ale filmului, intervievații discută despre originea și semnificația experiențelor Amandei. Comentariile se concentrează în principal pe o singură temă: Noi creăm propria realitate. Regizorul William Arntz a descris What the Bleep Do We Know ca un film "metafizic de stânga"

## Distribuție
- Marlee Matlin ca Amanda
- Elaine Hendrix ca Jennifer
- Barry Newman ca Frank
- Robert Bailey, Jr. ca Reggie
- John Ross Bowie ca Elliot
- Armin Shimerman ca Man
- Robert Blanche ca  Bob